# Клои Кели
Клои Меги Кели (енгл. Chloe Maggie Kelly; Лондон, 15. јануар 1998) енглеска је фудбалерка која игра на позицији нападача. Тренутно наступа за Арсенал и за репрезентацију Енглеске.
Потиче из Арсеналове омладинске школе, а за сениорски тим је дебитовала 2015. године. Касније се показала добрим играма у Евертону и Манчестер ситију, да би се на лето 2025. године вратила у Арсенал.

## Клупска каријера
Дана 23. јула 2015. године, 17-годишња, Кели је дебитовала за први тим Арсенал у Континенталном купу против Вотфорда, постигавши свој први гол у 22. минуту утакмице. У фебруару 2016. године, Кели је потписала свој први сениорски уговор.
Од јуна 2016. до јануара 2018. била је два пута на позајмицама Евертону, а тада је званично постала играчица клуба из Ливерпула. Након операције скочног зглоба, 2019. година је означила прекретницу у Келиној каријери. Постигла је девет голова у 12 утакмица за Евертон током сезоне 2019/20. На тај начлин је помогла клубу да се попне на шесто место на табели. Била је четврти најбољи стрелац у лиги и најбољи стрелац Евертона. У јануару 2020. Кели је постигла хет-трик против Рединга, доневши Евертону победу од 3:1. То је био први хет-трик играча Евертона од 2013. године.
Дана 3. јула 2020. године Кели је потписала двогодишњи уговор са Манчестер ситијем. У својој дебитантској сезони постигла је 16 голова и имала 14 асистенција. Дана 2. маја 2021. године задобила је повреду предњег укрштеног лигамента колена у утакмици против Бирмингем Ситија након што је постигла два гола у првом полувремену.
Дана 30. јануара 2025. Кели је враћена на позајмицу Арсеналу до краја сезоне 2024/25. 16. фебруара је забележила повратак за Арсенал, 2.815 дана након своје последње утакмице одигране за тим. Била је члан екипе која је 24. маја донела титулу првака Европе Арсеналу. Дана 2. јула 2025. године званично је потписала угворо као стални играч Арсенала.

## Репрезентативна каријера
Кели је дебитовала за сениорску репрезентацију Енглеске у новембру 2018. године, ушавши као замена у пријатељској утакмици против Аустрије у победи од 3:0. Постигла је свој први гол за Енглеску 16. јуна 2022. године у победи Енглеске над Белгијом од 3:0.
Кели је била у саставу репрезентације Енглеске за Европско првенство 2022. У финалу против Немачке је у 110. минуту продужетка постигла победоносни гол за Енглеску. Прославила је гол тако што је скинула дрес и махала њиме око главе, показавши грудњак. Тај њен потез је наишао на похвале за уједињење жена. Бренди Частејн је била једна од оних који су похвалили њен потез, махом јер је и она то исто урадила на Светском првенству 1999.
У јуну 2025. године се нашла на списку за Европско првенство. У полуфиналу је постигла победоносни гол у 119. минуту против Италије. Пет дана касније, у финалу, ушла је у игру са клупе у другом полувремену и асистирала Алесији Русо за изједначење. Касније је у извођењу једанаестераца била та која је донела титулу Енглеској.

## Трофеји

### Клупски
Арсенал
- Лига шампиона: 2024/25.

Манчестер сити
- ФА куп: 2019/20.
- Лига куп: 2021/22.

### Репрезентативни
Енглеска
- Европско првенство: 2022,[26] 2025.[25]